# Rifugio Roberto Bignami
Il Roberto Bignami è un rifugio situato nel comune di Lanzada (SO), in Val Malenco, posizionato su un poggio sovrastante il lago artificiale di Gera, a 2.401 m s.l.m. Il rifugio, inaugurato nel 1957, è intitolato a Roberto Bignami, morto in Himalaya, sul Monte Api, nel 1954.

## Caratteristiche e informazioni
Il rifugio è sempre aperto da metà maggio fine ottobre.

## Accessi
Il rifugio è accessibile partendo dalla diga di Campomoro e si raggiunge in circa un'ora se si sale dal lato occidentale del lago artificiale. Se si costeggia la sponda orientale del lago occorrono circa 2 ore.

## Ascensioni
- Sasso Moro (3.108 m)
- Pizzo Scalino (3.323 m)
- Cime del gruppo del Bernina

## Traversate
- Alta via della Valmalenco (arrivo della sesta tappa e partenza della settima)